# Juntă militară
Junta militară sau simplu junta (nearticulat juntă, pronunțat /ˈhʊntə/; din spaniolă junta — consiliu, adunare) este un grup militar care controlează puterea în stat după ce a preluat-o cu forța, în urma unei lovituri de stat, și care, de regulă, exercită ulterior o dictatură militară pentru a menține puterea (uneori făcând uz de teroare).
În limba spaniolă (din care a fost împrumutat) și țările hispanofone, dacă termenul „juntă” (junta) nu este utilizat în sintagmă - „juntă militară” (junta militar), atunci nu are aceeași conotație, desemnând o uniune, o organizație politică sau un organ de stat.

## Junte militare notorii
| Țară                    | Ani                 | Denumire                                                                                            |
| ----------------------- | ------------------- | --------------------------------------------------------------------------------------------------- |
| Coreea de Sud           | 1961–1963           | Consiliul Suprem pentru Reconstrucție Națională⁠(en)[traduceți]                                      |
| Nigeria                 | 1966–1979 1983–1998 | Juntele militare nigeriene⁠(en)[traduceți]                                                           |
| Grecia                  | 1967–1974           | Regimul Coloneilor                                                                                  |
| Peru                    | 1968–1980           | Gobierno Revolucionario de la Fuerza Armada                                                         |
| Brazilia                | 1930 1969           | Junta militară braziliană din 1930⁠(en)[traduceți] Junta militară braziliană din 1969⁠(en)[traduceți] |
| Somalia                 | 1969–1991           | Consiliul Revoluționar Suprem⁠(en)[traduceți]                                                        |
| Bolivia                 | 1970–1971 1980–1982 | Juntele militare din Bolivia din 1970–82⁠(en)[traduceți]                                             |
| Chile                   | 1973–1990           | Junta de Gobierno de Chile                                                                          |
| Portugalia              | 1926–1933           | Ditadura Nacional                                                                                   |
| Portugalia              | 1974–1976           | Junta Salvării Naționale                                                                            |
| Etiopia                 | 1974–1987           | Derg                                                                                                |
| Argentina               | 1976–1983           | Proceso de Reorganización Nacional                                                                  |
| El Salvador             | 1979–1982           | Junta Guvernului Revoluționar                                                                       |
| Liberia                 | 1980–1986           | Consiliul Salvării Naționale                                                                        |
| Polonia                 | 1981–1983           | Consiliul Militar al Salvării Naționale                                                             |
| Birmania                | 1988–2011           | Consiliul de Stat pentru Pace și Dezvoltare                                                         |
| Haiti                   | 1991–1994           | Junta lui Cédras                                                                                    |
| Fiji                    | 2006–2014           | Junta lui Bainimarama                                                                               |
| Mauritania              | 2008–2009           | Junta lui Abdel Aziz                                                                                |
| Egipt                   | 2011–2012           | Consiliul Suprem al Forțelor Armate                                                                 |
| Republica Centrafricană | 2013–2014           | Junta lui Djotodia                                                                                  |
| Madagascar              | 2009–2014           | Înalta Autoritate Tranzițională                                                                     |
| Thailanda               | 2014-2019           | Consiliul Național pentru Pace și Ordine                                                            |
| Burkina Faso            | Septembrie 2015     | Consiliul Național pentru Democrație                                                                |

## Țări cu junte actuale
| Țară         | Liderul juntei         | Început              |
| ------------ | ---------------------- | -------------------- |
| Sudan        | Abdel Fattah al-Burhan | din Aprilie 2019     |
| Mali         | Bah Ndaw               | din August 2020      |
| Myanmar      | Min Aung Hlaing        | din Febuarie 2021    |
| Burkina Faso | Ibrahim Traore         | din Septrembrie 2022 |
| Niger        | Abdourahamane Tchiani  | din Iulie 2023       |